# Pexidartinib
El pexidartinib, comercializado bajo el nombre comercial de Turalio, es un medicamento utilizado para tratar el tumor tenosinovial de células gigantes .  Se utiliza en casos que provocan problemas importantes y no pueden tratarse mediante cirugía.  Este medicamento se toma por vía oral. 
Los efectos secundarios de este medicamento incluyen problemas hepáticos, pérdida del color del cabello, cansancio, niveles bajos de neutrófilos, aumento del colesterol, hinchazón de los ojos y sarpullido.  Los problemas hepáticos pueden provocar la muerte.  El uso de este medicamento durante el embarazo puede dañar al bebé.  Es un inhibidor de la quinasa y actúa bloqueando el receptor del factor 1 estimulante de colonias . 
Este medicamento fue aprobado para uso médico en los Estados Unidos en el 2019.  Se le negó la aprobación en Europa en 2020 debido a beneficios mínimos y preocupaciones sobre los efectos secundarios.  No está aprobado en el Reino Unido.  En Estados Unidos cuesta unos 21.200 dólares estadounidenses al mes. 